# Wereldkampioenschap voetbal 2018 (Groep F) Zuid-Korea - Duitsland
Dit artikel gaat over de wedstrijd in de groepsfase in groep F tussen Zuid-Korea en Duitsland die gespeeld werd op woensdag 27 juni 2018 tijdens het wereldkampioenschap voetbal 2018. Het duel was de 43e wedstrijd van het toernooi.

## Voorafgaand aan de wedstrijd
- Zuid-Korea stond bij aanvang van het toernooi op de 54e plaats van de FIFA-wereldranglijst.[1]
- Duitsland stond bij aanvang van het toernooi op de eerste plaats van de FIFA-wereldranglijst.[2]
- De confrontatie tussen de nationale elftallen van Zuid-Korea en Duitsland vond drie maal eerder plaats.[3]
- Het duel vond plaats in het Kazan Arena in Kazan. Dit stadion werd in 1957 geopend en heeft een capaciteit van 45.105.

## Wedstrijdgegevens[4]
| Datum                | 27 juni 2018                                                                                      | 27 juni 2018                                                                                      |
| Wedstrijdnummer      | 43                                                                                                | 43                                                                                                |
| Stadion              | Kazan Arena, Kazan                                                                                | Kazan Arena, Kazan                                                                                |
| Toeschouwers         | 41.835                                                                                            | 41.835                                                                                            |
| Scheidsrechter       | Mark Geiger                                                                                       | Mark Geiger                                                                                       |
| Assistenten          | Joe Fletcher Frank Andeson                                                                        | Joe Fletcher Frank Andeson                                                                        |
| Vierde official      | Julio Bascuñán                                                                                    | Julio Bascuñán                                                                                    |
| Videoscheidsrechters | Danny Makkelie Corey Rockwell (assistent) Tiago Martins (assistent) Artur Soares Dias (assistent) | Danny Makkelie Corey Rockwell (assistent) Tiago Martins (assistent) Artur Soares Dias (assistent) |
| Man van de wedstrijd | Cho Hyun-woo                                                                                      | Cho Hyun-woo                                                                                      |
|                      | Zuid-Korea                                                                                        | Duitsland                                                                                         |
| Doelpunten           | 2                                                                                                 | 0                                                                                                 |
| Gele kaarten         | 4                                                                                                 | 0                                                                                                 |
| Rode kaarten         | 0                                                                                                 | 0                                                                                                 |
| Wissels              | 3                                                                                                 | 3                                                                                                 |
| Schoten op doel      | 6                                                                                                 | 15                                                                                                |
| Schoten naast doel   | 5                                                                                                 | 11                                                                                                |
| Overtredingen        | 16                                                                                                | 7                                                                                                 |
| Hoekschoppen         | 3                                                                                                 | 9                                                                                                 |
| Buitenspel           | 0                                                                                                 | 1                                                                                                 |
| Vrije trappen        | 8                                                                                                 | 16                                                                                                |
| Balbezit (%)         | 30                                                                                                | 70                                                                                                |

| Zuid-Korea | 2 – 0        | Duitsland |
| Kim Young-gwon 90+3' Son Heung-min 90+6' | goals        | |
| Shin Tae-yong | bondscoach   | Joachim Löw |
| Cho Hyun-woo Lee Yong Yun Young-sun Hong Chul Kim Young-gwon Jang Hyun-soo Koo Ja-cheol 56' Jung Woo-young Lee Jae-sung Moon Seon-min 69' Son Heung-min | opstellingen | Manuel Neuer 78' Jonas Hector Mats Hummels Niklas Süle Joshua Kimmich 58' Sami Khedira Toni Kroos Mesut Özil 63' Leon Goretzka Timo Werner Marco Reus |
| Hwang Hee-chan 56' 79' Ju Se-jong 69' Go Yo-han 79' | wissels      | 58' Mario Gomez 63' Thomas Müller 78' Julian Brandt                                                                                                   |
| Jung Woo-young 9' Lee Jae-sung 23' Moon Seon-min 48' Son Heung-min 65'                                                                                  | gele kaarten | |
| | rode kaarten | |